# Eoraptor
Eoraptor je bio jedan od prvih dinosaura na svijetu. Bio je dvonožni teropod i mesožder koji je živio prije oko 228 milijuna godina na sjeverozapadu Argentine. Tipična vrsta je Eoraptor lunensis, "jutarnji kradljivac doline mjeseca", što se odnosi na mjesto otkrića prvog primjerka (grč. eos/εως znači "zora" ili "jutro", na latinskom lunensis znači "od Mjeseca"). Paleontolozi vjeruju da je Eoraptor predak svih dinosaura. Pronađeno je nekoliko dobro očuvanih skeleta.

## Opis
Eoraptor je imao tanko tijelo i bio je dug oko 1 metra i težak oko 10 kilograma. Trčao je na prstima na zadnjim nogama. Prednji udovi su mu bili upola kraći od zadnjih. Imao je po pet prstiju na rukama. Tri najduža prsta su imala pandže na kraju i vjerojatno su služile za lov. Znanstvenici pretpostavljaju da su četvrti i peti prst bili previše maleni da bi ikako služili u lovu. Glava je bila duga i tanka i puna malenih, oštrih zuba. Kosti su mu bile šuplje.
Smatra se da se Eoraptor hranio uglavnom malenim životinjama. Bio je brz trkač i, nakon što bi ulovio plijen, rastrgao bi ga zubima i pandžama. Međutim, imao je i zube mesoždera i zube biljoždera, pa je možda bio svežder.
Vjeruje se da je nastanjivao šume.

## Otkriće
Kosti ovog primitivnog dinosaura je otkrio 1991. godine paleontolog Ricardo Martínez. Mjesto otkrića je tijekom trijasa bila riječna nizina, ali sada je to pustinja. Eoraptor je pronađen u formaciji Ischigualasto, istoj formaciji gdje je otkriven Herrerasaurus, vrlo rani teropod. Do 1993. paleontolog Paul Sereno je utvrdio da je to jedan od najranijih dinosaura. Njegovu starost je odredilo nekoliko faktora, a ne njegove primitivne osobine. 
Činjenica da je on imao nekoliko zuba biljoždera i pet potpuno razvijenih prstiju navelo je znanstvenike na pomisao da je on još stariji od Herrerasaurusa. Samo su neki prosauropodi nedavno otkriveni na Madagaskaru stariji. Postoji mogućnost da je Staurikosaurus stariji, ali je prilično velik za to. Izgleda da Staurikosaurus ima osobine zajedničke za prosauropode, što je navelo znanstvenike da razmisle o primitivnosti Eoraptora u odnosu na druge dinosaure, ali Nesbitt et al. (2009.) kaže kako je on teropod koji je negdje između herrerasaurida i Coelophysisa.

## Drugi projekti
|  | Zajednički poslužitelj ima još gradiva o temi Eoraptor |
|  | Wikivrste imaju podatke o taksonu Eoraptoru            |